# Jan Boersma (burgemeester)
Jan Boersma (Uithuizermeeden, 3 september 1902 – 18 juli 1968) was een Nederlands politicus.
Hij werd geboren als zoon van Derk Boersma (1878-1940; koopman en later smid) en Frouwke Wieringa (1880-1955). Hij was eerste ambtenaar ter secretarie bij de gemeente Loppersum en ging in 1929 in dezelfde functie werken bij de gemeente Dantumadeel. Drie jaar later volgde hij A.J.A. Thürkow op als gemeentesecretaris van Uithuizen. Hij trouwde in 1934 met Gesina Cornelia Berghuis, dochter van W.J. Berghuis die toen de gemeentesecretaris van Loppersum was. Boersma werd in 1947 benoemd tot burgemeester van Adorp als opvolger van Bindert de Haan die eerder dat jaar overleden was. Boersma bleef daar burgemeester tot zijn pensionering in oktober 1967. Nog geen jaar later overleed hij op 65-jarige leeftijd.